# Lepidomyia brethesi
Lepidomyia brethesi är en tvåvingeart som först beskrevs av Shannon 1928.  Lepidomyia brethesi ingår i släktet Lepidomyia och familjen blomflugor.
Artens utbredningsområde är Bolivia. Inga underarter finns listade i Catalogue of Life.